# Aega dofleini
Aega dofleini là một loài chân đều trong họ Aegidae. Loài này được Thielemann miêu tả khoa học năm 1910.